# Semiothisa zachera
Semiothisa zachera är en fjärilsart som beskrevs av Butler 1878. Semiothisa zachera ingår i släktet Semiothisa och familjen mätare. Inga underarter finns listade i Catalogue of Life.